# Île de Waulsort
L'île de Waulsort est une île belge située sur la Meuse à proximité du village du même nom, dans le complexe éclusier de Waulsort. Elle est facilement accessible grâce au môle et à la passerelle construits. L'île est située dans une zone assez encaissée et bénéficie d'un bon ensoleillement; le microclimat ainsi créé entraîne donc le développement de certaines plantes thermophiles.